# ジュニア朝日海外電子版
ジュニア朝日海外電子版（ジュニアあさひかいがいでんしばん）は、朝日学生新聞社（朝日新聞社の子会社）が発行する小中学生向け新聞の朝日小学生新聞・朝日中高生新聞を、日本国外の居住者向けに提供する電子新聞サービスである。

## 概要
2011年4月1日に「こどもアサヒデジタル」としてサービス開始。
本サービスは日本国外に在住する読者を対象としており、朝日新聞社がサービスを運営し、朝日学生新聞社が発行する朝日小学生新聞・朝日中高生新聞の紙面を配信する。創刊当初はPDF形式のみであったので、パソコンのみに対応だったが、2014年現在は電子書籍への対応が整ったため、携帯電話・スマートフォン・タブレット端末からも利用可能となった。
発行は原則として、紙媒体発行当日の日本時間0時（小学生新聞は日刊<新聞休刊日除く>、中高生新聞は毎週土曜日未明<金曜深夜>）に行われ、過去の紙面（バックナンバー）も一定期間（小学生新聞は1週間、中高生新聞は10日間）閲覧できる。なお紙面印刷は出来るが、著作権管理上ダウンロードは不可。
2014年10月1日に中学生向け新聞であった『朝日中学生ウィークリー』が、読者対象を高校生に広げて『朝日中高生新聞』と改題したのに合わせて、ウェブサービスのタイトルを『ジュニア朝日海外電子版』と改めた。

## 定期購読料
- 小学生新聞 1720円/月
- 中高生新聞 940円/月

なお、購読は月間単位とし、月途中での解約は不可（途中から申し込んだ場合でも日割り計算も不可）。購読料の支払いはクレジットカード決済のみ。購読申し込み最初の月は購読料無料（ただし、最初の月の解約は不可で、少なくとも購読料が発生する翌月分までの2か月分を購読しなければいけない）。日本国内居住者は利用不可。